# Pierre Daudet
Pierre Daudet (Nîmes, 9 novembre 1904 – Staßfurt, 7 aprile 1945) è stato uno storico francese, specializzato in storia del diritto.

## Biografia
Dopo aver studiato all'Università di Montpellier e all'École des chartes,  nel 1931 divenne archivista paleografo e, dopo aver conseguito il dottorato in giurisprudenza due anni più tardi,  nel 1943 ottenne l'abilitazione all'insegnamento. Nello stesso anno, fu nominato professore associato di materie giuridiche, quindi bibliotecario del Tribunale della Senna, adiacente all'Archivio Nazionale di Francia.
Successivamente, ottenne una docenza all'Istituto cattolico di Parigi e poi all'Università di Digione.
Entrato a far parte del movimento della Resistenza durante la seconda guerra mondiale, nell'aprile del 1944 fu arrestato e imprigionato nel Penitenziario di Fresnes e poi di Compiègne.
Infine, fu trasferito nel campo di concentramento di Staßfurt, nel quale si spense il 7 aprile 1945, quattro giorni prima dell'arrivo delle truppe americane.
Il figlio Fernand ereditò la fattoria del cugino Alphonse Daudet..